# Fernando Rubio
Fernando Rubio (né en 1943 à Mexico, décédé le 27 juin 2015 au même lieu) est un acteur mexicain qui est apparu dans plus de 70 pièces de théâtre, 28 soap opéras et 8 films. 

## Biographie
Il est mort à 72 ans d'une crise cardiaque et d'une pneumonie. Au moment de sa mort, il était insolvable, et n'était plus soutenu par l'Asociación Nacional de Actores (es) dont il était membre

## Filmographie

### Films
- 1958 : Cita imposible
- 1958 : Ya tenemos coche : photographe
- 1959 : Las locuras de Bárbara
- 1959 : Charlestón : pianiste
- 1959 : El casco blanco
- 1960 : Cibles vivantes (Altas variedades) de Francisco Rovira Beleta : ami de Walter
- 1960 : Tu marido nos engaña
- 1961 : Las estrellas
- 1962 : Tierra de todos (en) : soldat
- 1962 : Los castigadores : Camarero
- 1962 : Han matado a un cadáver
- 1962 : La bella Lola : policier
- 1962 : Dos años de vacaciones
- 1963 : Senda torcida : camionneur
- 1963 : La cuarta ventana : employé au Club La Pachanga
- 1963 : La gran coartada : Chófer
- 1963 : Trampa mortal : Santos
- 1963 : La ruta de los narcóticos : Mario
- 1963 : José María
- 1964 : A tiro limpio : responsable du garage
- 1964 : Young Sánchez : adjoint de Don Rafael
- 1964 : Piso de soltero
- 1964 : La boda era a las doce : Pepe
- 1964 : La muerte llama otra vez
- 1965 : Violence en Oklahoma (Il ranch degli spietati) de Jaime Jesús Balcázar et Roberto Bianchi Montero : un mexicain
- 1965 : Cinq Mille Dollars sur l'as d'Alfonso Balcázar : Fulgencio
- 1965 : Guns of Nevada : Pete Davy
- 1965 : L'Homme d'Istambul (Estambul 65) d'Antonio Isasi-Isasmendi
- 1965 : Muere una mujer : Fernández
- 1965 : Cent Mille Dollars pour Ringo (Centomila dollari per Ringo) d'Alberto De Martino
- 1965 : Tumba para un forajido (de) : Ducky le Zurdo
- 1966 : Kingdom of the Silver Lion : Sadek
- 1966 : Pas d'orchidée pour le shérif (Un dólar de fuego) : banquier Baker
- 1966 : 07 con el 2 delante (Agente: Jaime Bonet) : Mac
- 1966 : Attaque à Rivière-Rouge (Río Maldito) de Juan Xiol
- 1966 : El primer cuartel : Zamarra
- 1967 : Le Rayon infernal (Il raggio infernale) de Gianfranco Baldanello : homme de main barbu
- 1967 : Una ladrona para un espía
- 1967 : El terrible de Chicago : Mosca
- 1967 : Ringo le hors-la-loi (Cinco pistolas de Texas) d'Ignacio F. Iquino et Juan Xiol : Coleman[4]
- 1968 : Sonora (Sartana non perdona) d'Alfonso Balcázar : un homme de Kovacs
- 1968 : Elisabet
- 1969 : Agáchate, que disparan de Manuel Esteba : espion
- 1969 : Los caballeros de 'La antorcha
- 1969 : El Puro, la rançon est pour toi (El Puro se sienta, espera y dispara) d'Edoardo Mulargia : barman
- 1969 : El señorito y las seductoras : employé de l'entreprise de fruits de mer
- 1970 : Vingt Pas vers la mort
- 1970 : Ni Sabata, ni Trinità, moi c'est Sartana (La diligencia de los condenados) de Juan Bosch Palau : Pedro
- 1970 : Investigación criminal
- 1971 : Creuse ta tombe Garringo, Sabata revient (Abre tu fosa, amigo... llega Sábata) de Juan Bosch Palau : Miguel
- 1971 : Quatre Salopards pour Garringo (Un colt por cuatro cirios) d'Ignacio F. Iquino : Mulligan
- 1971 : Pastel de sangre : Marco
- 1972 : Fabuleux Trinita (Los fabulosos de Trinidad), d’Ignacio F. Iquino : Pedrito
- 1972 : I bandoleros della dodicesima ora : Sam
- 1973 : Ninguno de los tres se llamaba Trinidad (de) : Bandit barbu
- 1974 : Yo la vi primero (es) : Vicente
- 1974 : Las correrías del Vizconde Arnau : Conde Arnau
- 1974 : Le Maréchal de l'enfer (El mariscal del infierno) de León Klimovsky : Estebano
- 1975 : El precio del aborto : inspecteur de police
- 1975 : Robin Hood Never Dies
- 1976 : Amor casi... libre
- 1976 : Halt die Luft an alter Gauner - Der Stockfisch und das Stinktier : Karratorsky
- 1977 : Sexy... amor y fantasía : Serafín
- 1977 : El pobrecito Draculín : Petronio
- 1977 : Makarras Conexion : Antonio
- 1978 : ¿Pero no vas a cambiar nunca, Margarita? : Jorge
- 1981 : Renacer : père de Maria
- 1981 : La batalla del porro : Manuel
- 1981 : La quinta del porro : Revisor
- 1982 : Fuga de Ceylán
- 1983 : El fascista, doña Pura y el follón de la escultura
- 1989 : El nacimiento de un guerrillero : le directeur
- 1991 : The Legend of the Mask : Anibal
- 1992 : Anoche soñé contigo (1992) : père de Quique
- 1994 : Dos crímenes (1994) : Licenciado Zorilla
- 1999 : The Comet : Maximino
- 2001 : El transcurso de las cosas
- 2001 : Nocturno
- 2003 : Zurdo (en)
- 2005 : Jews in Space or Why Is this Night Different from All Other Nights? : Santiago
- 2006 : A Love to Keep
- 2008 : La distancia entre las cosas

### Séries télévisées
- 1968 : Die Tintenfische
- 1969 : Novela : inspecteur de prisons
- 1970 : Hora once
- 1970 - 1971 : Percy Stuart (en)
- 1973 : Fictions (Ficciones)
- 1973 : Extraño en su pueblo (en) : inspecteur
- 1974 : Crónicas fantásticas : Portero
- 1975 : El pícaro : Carcelero
- 1977 : Teatro Club : King Kong
- 1978 : Lletres catalanes : Ferran Rubio
- 1982 : Estudio 1 : Mozo 3
- 1982 : Por amor
- 1985 : Juana Iris : Néstor
- 1990 : En carne propia (en) : Hans
- 1997 : La jaula de oro (en) : Maximino
- 1999 : La vida en el espejo : Rafael
- 2001 : Lo Que Callamos Las Mujeres (en) : Damián
- 2002 : Runaway Lady
- 2002 : La Virgen de Guadalupe : Fray Juan de Zumarraga
- 2002 : El país de las mujeres (en)
- 2008 : Secretos del alma : Olimpo Kuri
- 2008 : Capadocia : archevêque primat
- 2010 : Entre el amor y el deseo (en) : Jeronimo
- 2012 : Amor cautivo : Don Paco